# Хатай
Хатай (на турски: Hatay) е вилает (ил) в Южна Турция на средиземноморския бряг, граничеща със Сирия на юг и изток. Административен център на областта е град Антакия. Област Хатай е с население от 1 474 223 жители (2011 г.) и обща площ от 5403 km². Област Хатай се дели на 12 околии (илче).
През 1921 година Хатай, под името Александрета (Скендеруна, Искандерон), е била независима територия и се е отличавала с многото си религиозни общности – сунити, алауити, православни християни, католици, маронити, а към 1925 година става автономна част от Сирия. През 1936 г. Франция отделя Александрета от Сирия и я преименува в Република Хатай. През 1939 година е присъединена към Турция. Сирия не признава територията ѝ като турска. Това е в резултат от политиката на Ататюрк от своевременна оценка на вакуума, създаден след като Франция изоставя този регион и на неясното международно положение преди Втората световна война.

## Население
Най-големите градове са Антакия, Искендерун (най-голямо пристанище), Дьортйол, Къръкхан, Рейханлъ, Самандаг.
Численост на населението според преброяванията през годините:
| Година | Численост |
| 1990   | 1 109 754 |
| 2000   | 1 253 726 |
| 2011   | 1 472 282 |